# (9505) Lohengrin
Pour les articles homonymes, voir Lohengrin (homonymie).
(9505) Lohengrin est un astéroïde de la ceinture principale.

## Description
(9505) Lohengrin est un astéroïde de la ceinture principale. Il fut découvert par Cornelis Johannes van Houten, Ingrid van Houten-Groeneveld et Tom Gehrels le 29 septembre 1973 à l'observatoire Palomar. Il présente une orbite caractérisée par un demi-grand axe de 3,071 UA, une excentricité de 0,226 et une inclinaison de 3,303° par rapport à l'écliptique.
Il fut nommé en référence à Lohengrin, le « chevalier au cygne » et « chevalier du Saint-Graal », personnage principal et titre d'un opéra de Richard Wagner, inspiré du chevalier de la Table ronde homonyme, personnage de la légende arthurienne.

## Compléments